# 2-アミノビフェニル
2-アミノビフェニル（英語: 2-aminobiphenyl, 2-ABP）は、化学式が C6H5C6H4NH2 で表される有機化合物である。ビフェニルのアミン誘導体である。無色の固体だが、古くなったサンプルでは黒く変色する。2-アミノビフェニルから得られるパラダサイクルは、クロスカップリングの触媒として有用である。

## 合成
2-ニトロビフェニルを水素化することで合成する。